# Nepenthes attenboroughii
Nepenthes attenboroughii ist eine Pflanzenart aus der Gattung der Kannenpflanzen (Nepenthes). Diese fleischfressende Pflanze ist ein Endemit des Mount Victoria auf der philippinischen Insel Palawan.

## Geschichte
Das Artepitheton attenboroughii ehrt den Naturforscher David Attenborough.
Das Typusexemplar von Nepenthes attenboroughii wurde auf dem Gipfel auf einer Höhenlage von 1650 Meter des Mount Victoria (9° 22' N / 118° 18' O) gesammelt, einem Berg auf der philippinischen Insel Palawan.
Nepenthes attenboroughii wurde von Alastair S. Robinson, R. Stewart McPherson und Volker B. Heinrich im Juni 2007 während einer zweimonatigen Forschungsexpedition zum Katalogisieren von verschiedenen Nepenthes-Arten auf Palawan entdeckt. Die Expedition wurde eingeleitet, nachdem Missionare im Jahr 2000 über eine riesige Nepenthes-Art berichtet hatten. Die Erstbeschreibung von Nepenthes attenboroughii erfolgte im Februar 2009 durch Alastair S. Robinson, A. S. Fleischmann, Stewart R. McPherson, Volker B. Heinrich, E. P. Gironella und C. Q. Peña in A spectacular new species of Nepenthes L. (Nepenthaceae) pitcher plant from central Palawan, Philippines., in Botanical Journal of the Linnean Society, Volume 159, 2. S. 195–202.

## Beschreibung
Nepenthes attenboroughii wächst als Strauch. Der Stamm erreicht eine Wuchshöhe von bis zu 1,5 Meter und einen Durchmesser von bis zu 3,5 Zentimeter. Die ledrigen Laubblätter besitzen eine längliche bis elliptische Blattspreite.
Nepenthes attenboroughii produziert einige der größten Kannen in ihrer Gattung, manchmal größer als die von Nepenthes rajah. Der Größe und Volumen nach stellt sie damit einen Rekord auf. Die größte bekannte Kanne von Nepenthes attenboroughii hatte mehr als 1,5 Liter Volumen. Nepenthes attenboroughii ist damit fähig, kleine Säugetiere bis zu einer Größe etwa von Ratten zu fangen. Die unteren Kannen sind spröde und glockenförmig und bis zu 30 cm hoch und 16 cm breit. Der Durchmesser ist 30 bis 40 cm und die Wandstärke 4 bis 9 mm. Die oberen Kannen sind ähnlich wie die unteren Kannen, aber in der Regel kleiner, bis zu 25 cm hoch und 12 cm breit.